# Туржанский, Леонард Викторович
Леонард Викторович Туржанский (30 сентября (12 октября) 1874, Екатеринбург — 31 марта 1945, Москва) — русский и советский художник-импрессионист.

## Биография
Родился 30 сентября [12 октября] 1874 в Екатеринбурге в семье врача, доктора медицины Виктора Андреевича Туржанского (1837—1897) и его жены Марии Карловны, урожденной Берштрессер.
С детства был связан с искусством и выбрал карьеру профессионального художника. В первой половине 1890-х брал частные уроки у Н. М. Плюснина.
Окончил Екатеринбургское реальное училище. Учился в Центральном училище технического рисования в Санкт-Петербурге (1895), Школе искусств Строганова (1896—1897) и в Московском училище живописи, ваяния и зодчества (1898—1909). Его учителями были в том числе и такие известные художники, как Алексей Степанов, В. А. Серов и К. А. Коровин.
После Октябрьской революции работает на Урале. С 1919 года преподаёт в екатеринбургской художественно-промышленной школе.
Из ранних работ Леонарда Туржанского известность получили портреты И. А. Бунина и актрисы Петровой. До революции выполнял иконописные заказы, в том числе иконописной мастерской Кожевникова. Однако позже Леонард Туржанский стал писать исключительно пейзажи. Во многих его ландшафтах присутствуют анималистские мотивы, с акцентом на домашних животных — лошадей, коров и коз. Многие его работы были вдохновлены природой Уральских гор, особенно много он работал в деревне Малый Исток под Екатеринбургом. Даже после переезда в Москву он приезжал в Малый Исток каждую весну. Туржанский также создал несколько красивых ландшафтов Москвы.
Экспонировал свои работы на выставках художников-передвижников и с 1912 года стал членом Союза русских художников (1903—1923). Художественно Туржанский был тесно связан с традициями русского искусства XIX века, но он был одним из первых в России кто применил художественный метод импрессионизма.
В 1910 году по собственному проекту Л. В. Туржанский построил деревянный дом в Малом Истоке. При общей лаконичности главного фасада дома композиционной, и декоративной особенностью является его верхняя часть, решённая в виде высокого кокошника. Начиная с 1910 года, на протяжении всей своей жизни художник приезжал сюда ранней весной и до глубокой осени работал здесь на пленере. В Малом Истоке Л.В. Туржанский создал лучшие свои произведения: «К вечеру», «Весной», «Ранней весной», «Весенний вечер» и другие.
Скончался 31 марта 1945 года в Москве. Похоронен на Ваганьковском кладбище (14 уч.).

## Галерея

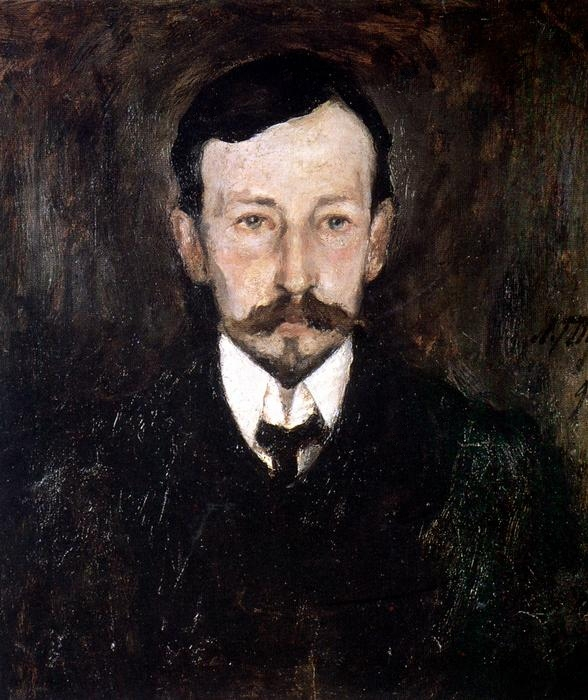
Портрет Ивана Бунина, 1905
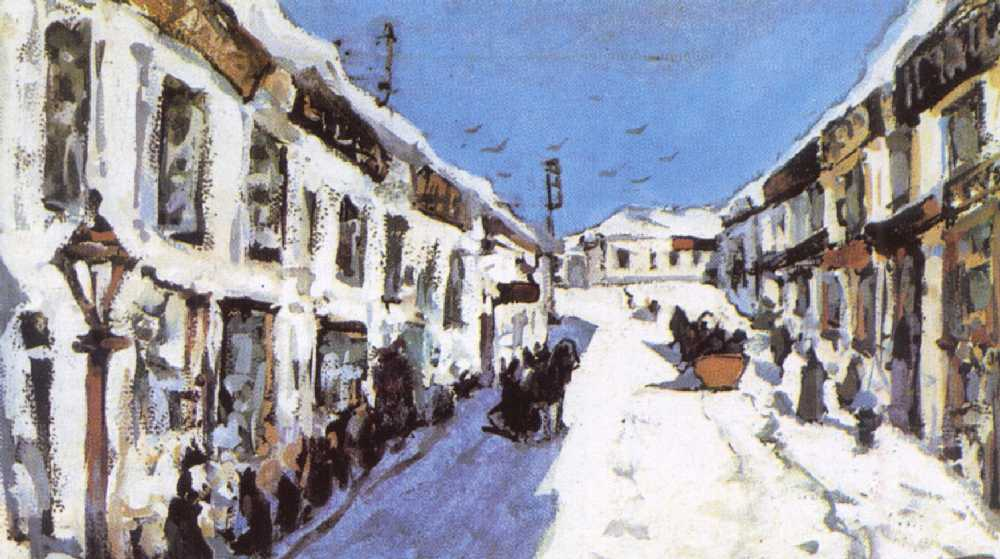
Зима. 1910-е. Масло
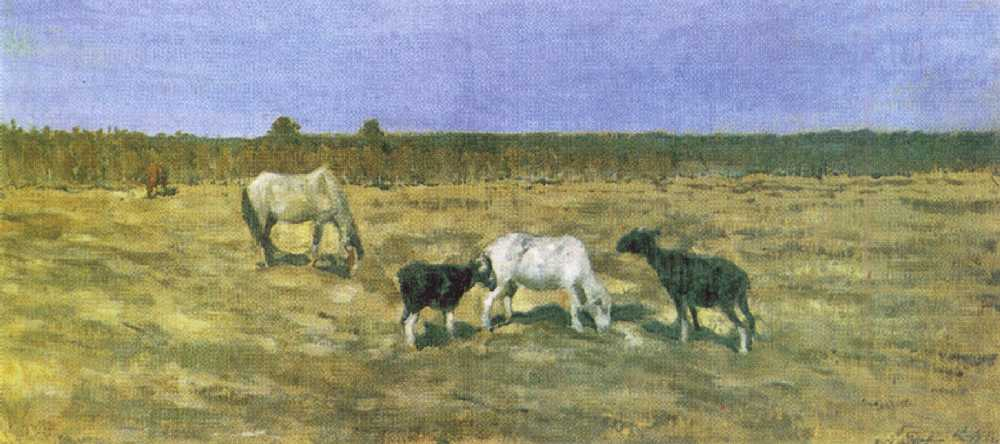
В степи. Весна. 1911. Масло
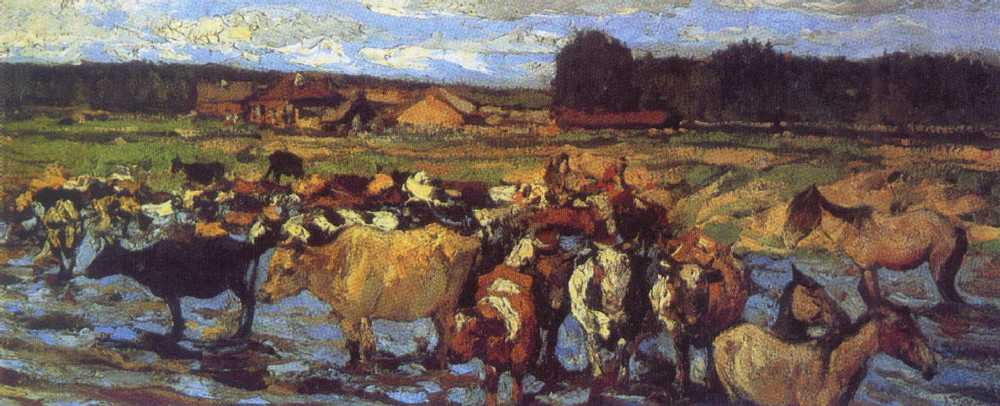
В полдень (Стадо). 1914. Масло